# Jan van Staa
Jan van Staa (*  27. Mai 1955 in Utrecht) ist ein ehemaliger niederländischer Fußballspieler und -trainer. Aktuell arbeitet er als Scout für den FC Twente Enschede.

## Karriere
Jan van Staa war ab der Saison 2004/05 Assistent von Rini Coolen beim FC Twente Enschede. Im Februar 2006 löste van Staa Coolen auf den Posten des Trainers der Enscheder ab. Am 21. Spieltag verlor Twente noch mit 0:1 gegen Sparta Rotterdam und rutschte auf Platz 13 in der Eredivisie. Zum 1. Februar wurde Coolen entlassen, kurz darauf van Staa als neuer Verantwortlicher vorgestellt. Als Interimstrainer betreute er die Mannschaft bis zum Saisonende. Gleich in seinem ersten Spiel als Chefcoach führte er das Team zu einem 3:0-Erfolg gegen den FC Utrecht und feierte somit einen guten Einstand. In insgesamt dreizehn Partien unter seiner Leitung, konnte das Team sieben Siege und vier Unentschieden erreichen. Bis zu van Staas Amtsantritt gelangen dem Klub nur sechs Pflichtspielsiege. Schließlich führte er die Mannschaft noch auf Platz neun in der Liga und qualifizierte sich somit für den UEFA Intertoto Cup. Trotz der guten Leistung wurde van Staa im Sommer 2006 durch Fred Rutten abgelöst. Kurzzeitig gab es Überlegungen van Staa wieder als Co-Trainer einzusetzen. Man entschied sich aber für René Eijkelkamp, der fortan diesen Platz einnahm.
Van Staa wurde in die Scoutingabteilung des Vereins gesetzt. Aktuell betreut er diese als Chef-Scout.